# Кишлипо
Кишлипо (мађ. Kislippó) је село у Мађарској, у јужном делу државе. Село управо припада Шиклошком срезу Барањске жупаније, са седиштем у Печују.

## Природне одлике
Насеље Кишлипо се налази у јужној Мађарској, у историјској области Барања. Граница са Хрватском се налази непосредно јужно од села. Најближи већи град је Шиклош.
Село је смештено у средишњој Барањи и удаљено је од ободних река, Дунава и Драве. Насеље је положено у равници, на приближно 100 метара надморске висине.

## Становништво
Према подацима из 2013. године Кишлипо је имао 271 становника. Последњих година број становника опада.
Претежно становништво у насељу чине Мађари римокатоличке вероисповести (93%).

### Попис1910.
| Кишлипо                                                                                     | Кишлипо                                                                                                |
| ------------------------------------------------------------------------------------------- | --- |
| Језик                                                                                       | Вера                                                                                                   |
| укупно: 482 Немачки 279 (57,88%) Мађарски 100 (20,74%) Српски 80 (16,59%) остали 23 (4,77%) | укупно: 482 Римокатолици 378 (78,42%) Православци 79 (16,39%) Лутерани 18 (3,73%) Калвинисти 7 (1,45%) |